# Palotabozsok, Baranya
Palotabozsok (în germană Boschok) este un sat în districtul Mohács, județul Baranya, Ungaria, având o populație de 951 de locuitori (2011). 

## Demografie
Componența etnică a satului Palotabozsok
     Maghiari (71,22%)
     Germani (26,98%)
     Romi (1,37%)
     Croați (0,43%)
Componența confesională a satului Palotabozsok
     Reformați (4,21%)
     Fără religie (3,89%)
     Necunoscută (91,48%)
     Atei (0,42%)
Conform recensământului din 2011, satul Palotabozsok avea 951 de locuitori. Din punct de vedere etnic, majoritatea locuitorilor (71,22%) erau maghiari, existând și minorități de germani (26,98%) și romi (1,37%). Nu există o religie majoritară, locuitorii fiind reformați (4,21%) și persoane fără religie (3,89%). Pentru 91,48% din locuitori nu este cunoscută apartenența confesională.